# Martin Kokkelkoren
Martin Kokkelkoren (* 14. April 1969 in Noordwijkerhout) ist ein ehemaliger niederländischer Radrennfahrer.

## Sportliche Laufbahn
Als Amateur gewann Martin Kokkelkoren (auch Martien) eine Etappe der Mallorca-Rundfahrt sowie der West-Flandern-Rundfahrt 1989 und wurde 14. im Endklassement der Rheinland-Pfalz-Rundfahrt.
Im Mai 1990 wurde er Berufsfahrer im Radsportteam Buckler, das von Jan Raas geleitet wurde. Er gewann die Bergwertung der Luxemburg-Rundfahrt in jener Saison. Weitere Erfolge als Radprofi konnte er nicht verzeichnen.
Die Tour de France 1992 beendete er als 118. des Endklassements. Die Vuelta a España beendete er als 134.